# Euhyponomeutoides rufella
Euhyponomeutoides rufella is een vlinder uit de familie van de stippelmotten (Yponomeutidae). De wetenschappelijke naam van de soort werd in 1847 gepubliceerd door Tengström.